# Pinhal da Torre

Quinta de São João

## Pinhal da Torre
Pinhal da Torre é um produtor vitivinícola português de excelência, localizado em Alpiarça, na região do Tejo. Fundada com uma profunda ligação à terra e ao respeito pelos ciclos naturais da vinha, a Pinhal da Torre destaca-se pela sua abordagem artesanal e pelo compromisso com a qualidade, sustentabilidade e inovação.
A empresa adota práticas de viticultura sustentável, com enfoque na biodinâmica e intervenção mínima na vinificação, privilegiando a expressão mais pura do terroir. A vindima é realizada maioritariamente de forma manual, exclusivamente entre as 7h e as 13h, aproveitando as temperaturas mais frescas do dia para preservar a integridade das uvas.
A filosofia da empresa está sintetizada no seu projeto proprietário, o Happy Grapes Program®, que une práticas agrícolas responsáveis, bem-estar humano e respeito pela biodiversidade, com o objetivo de criar vinhos autênticos e vivos, de projeção internacional.
A Pinhal da Torre foi também a primeira produtora em Portugal a incorporar linguagem Braille nos rótulos dos seus vinhos, promovendo a inclusão e a acessibilidade.
A sua adega é considerada uma das mais icónicas do país, conjugando tradição e tecnologia numa arquitetura elegante e funcional. Com vinhas próprias plantadas em solos arenosos e argilo-calcários, a casa trabalha uma ampla diversidade de castas, nacionais e internacionais.

### Castas
- Castas tintas: Touriga Franca, Touriga Nacional, Sousão, Baga, Tinta Francisca, Ramisco, Alicante Bouschet, Syrah, Grenache.
- Castas brancas: Arinto, Fernão Pires, Viosinho, Alvarinho, Verdelho, Fernão Pires Rosado.

A Pinhal da Torre foi o primeiro produtor em Portugal a lançar um vinho 100% Grenache (monocasta), reforçando a sua aposta na inovação e na expressão varietal.

### Vinhos emblemáticos
- Alqueve Reserva – um clássico da casa, com elegância e equilíbrio, expressando o caráter do Tejo;
- Resoluto – um tinto profundo, estruturado, com grande potencial de guarda;
- Protagonista, Antagonista, Resiliente e Special – vinhos de autor, com edições limitadas e personalidade marcante;
- IPO – considerado por críticos nacionais e internacionais como um vinho de classe mundial e por muitos considerado o melhor vinho Português.

## Críticas internacionais
Das marcas de vinhos produzidas pela Pinhal da Torre destaca-se a Quinta do Alqueve, que tem obtido um excelente acolhimento da crítica nacional e internacional.
O importador de vinhos americano Robert Kacher, que até 2003 só importava vinhos de proveniência francesa, passou a integrar uma única excepção e apenas a marca portuguesa de vinhos Quinta do Alqueve. Uma das mais respeitadas publicações do sector a nível mundial, a Wine Enthusiast, destacou o Quinta do Alqueve 2003 como “editor’s choice”, afirmando que se tratava de “um poderoso e impressionante vinho”. O Parker’s Wine Buyers Guide afirma que este é “um dos mais interessantes vinhos da região do Tejo que algum dia provámos”. Dos restantes vinhos produzidos pela Pinhal da Torre, este guia afirma que são “distintos e individualistas”. O Hugh Johnson’s Pocket Wine Book de 2008 avalia os vinhos produzidos pela Pinhal da Torre como “rising stars”.
Actualmente, os vinhos produzidos pela Pinhal da Torre podem ser encontrados em 18 países: Alemanha, Angola, Bélgica, Brasil, Cabo Verde, Canadá, China, Dinamarca, Espanha, EUA, Finlândia, França, Holanda, Noruega, Polónia, Reino Unido, Suécia e Suíça.

## Solidariedade
A Pinhal da Torre foi pioneira em Portugal na rotulagem de vinhos em Braille. Foi também o primeiro produtor de vinhos português a apoiar a reconstrução do Haiti, promovendo uma campanha de doação de fundos junto da sociedade civil e na rede social Facebook, cujas receitas reverteram para os projectos da Oikos – Cooperação e Desenvolvimento no Haiti.